# 스크랫 미싱 어드벤쳐
스크랫 미싱 어드벤쳐(Gone Nutty, Scrat's Missing Adventure)는 미국에서 제작된 카를로스 살다나 감독의 2002년 애니메이션, 코미디 영화이다.
블루 스카이 스튜디오에서 제작되었다. 2003년 제76회 아카데미상의 아카데미 단편 애니메이션상 후보에 올랐다.

## 목소리 출연
- 크리스 웨지 - 스크랫 역